# 佩特凯尔湖国家公园
佩特凯尔湖国家公园（芬蘭語：Petkeljärven kansallispuisto）是芬蘭的一個國家公園，位於芬蘭的北卡累利阿區。國家公園成立於1956年，面積6平方（2平方英里）。國家公園被劃入北卡累利阿生物圈保護區。